# Confine tra Russia e Ucraina
Il confine tra la Russia e l'Ucraina (in russo Росси́йско-украи́нская грани́ца?; in ucraino Російсько-український кордон?) descrive la linea di demarcazione tra questi due Stati. Ha una lunghezza di 1.576 km. Dispute sui confini sono ancora in corso dalla caduta dell'Impero russo nel 1917.
Dalla primavera del 2015, la frontiera è stata nuovamente compromessa a causa dell'intervento militare russo in Ucraina. Secondo il capo della Guardia di Frontiera dell'Ucraina Viktor Nazarenko, Kiev non ha il controllo su 409,3 km di confine con la Russia. Questa porzione è ora controllata dalla Repubblica Popolare di Donetsk e dalla Repubblica Popolare di Lugansk. A causa di varie vicissitudini, l'Ucraina non ha più il controllo sullo stretto di Kerč' e sulla Crimea. Più o meno nello stesso periodo in cui ciò è avvenuto, la Federazione Russa ha creato posti di blocco lungo il confine amministrativo ucraino tra Crimea e l'oblast' di Cherson.
Nel 2014, il governo ucraino ha svelato un piano per la costruzione di un sistema di mura difensive lungo il confine con la Russia, denominato "Progetto Muro". Il costo ammonterebbe a circa 520 milioni di dollari e richiederebbe diversi anni per essere completato. I lavori per la sua costruzione sono stati avviati nel 2015.
Il 1º gennaio 2018, l'Ucraina ha introdotto controlli biometrici per i russi che entrano nel paese. Il 22 marzo 2018 il Presidente ucraino Petro Poroshenko ha firmato un decreto che imponeva ai cittadini russi di comunicare in anticipo alle autorità ucraine le ragioni del loro viaggio in Ucraina. Il 7 novembre 2018 il Codice Penale ucraino è stato modificato al fine di rendere l'attraversamento illegale della frontiera in Ucraina "per danneggiare l'interesse del paese" punibile con la reclusione fino a tre anni.
Dal 30 novembre 2018 l'Ucraina vieta a tutti gli uomini russi di età compresa tra 16 e 60 anni di entrare nel Paese, eccezion fatta che per fini umanitari.

## Storia

### Dissoluzione dell'Impero russo
Il confine ha ereditato la sua conformazione sulla scia della divisione territoriale amministrativa tra la RSS Ucraina e la RSFS Russa. La prima vera delimitazione fu statuita nel maggio del 1918 a Kursk. Dopo la caduta dell'Impero russo, la maggior parte dell'Ucraina (Repubblica Popolare Ucraina) fu invasa dall'Armata Rossa. Con l'aiuto degli Imperi centrali, l'Ucraina era riuscita a recuperare ogni area occupata, avendo annesso anche Kursk e Voronež, dove la composizione etnica della popolazione era prevalentemente di lingua ed etnia ucraina. Il 6 maggio 1918 fu firmata una tregua a Konotop tra i due contendenti. Fu tracciata una fascia neutrale larga dai 10 ai 40 km per prevenire ulteriori aggressioni: ciò non fermò i russi dal finanziare la formazione di alcuni gruppi di guerriglieri.
I colloqui di pace iniziarono il 23 maggio 1918 a Kiev: la delegazione russa era guidata da Christian Rakovskij e Dmitri Manuilskij, mentre quella ucraina da Serhiy Shelukhin (ambasciatore dell'Ucraina a Mosca). Il 12 giugno 1918 le parti firmarono il trattato preliminare di pace. I negoziati si interruppero poi per qualche giorno. La parte ucraina proponeva come base di contrattazione una suddivisione basata su criteri etnici, geografici ed economici già stabiliti: la parte russa, invece, insisteva sulla volontà di decidere sulla base di quesito referendario in ogni luogo oggetto di contesa.
Il 22 giugno 1918, entrambi, alla fine, concordarono sulla proposta ucraina. Qualsiasi questione controversa sarebbe però stata risolta tramite plebiscito. Quando sembrava essere finalmente stata superata questa fase di stallo, le trattative furono interrotte per volontà della delegazione ucraina nell'ottobre 1918, poiché, a suo dire, era divenuto evidente che i russi stavano tergiversando e dilatando le tempistiche per diffondere una propaganda filo-sovietica.

### Confine internazionale con la Repubblica del Don
Più produttivi furono i negoziati tra l'Ucraina e la Repubblica del Don, iniziati subito dopo che quest'ultima formò il suo governo il 16 maggio 1918. A rappresentare il Don fu il ministro del commercio Vladimir Lebedev ed il generale Aleksandr Cheriachukin, mentre gli ucraini contavano sul ministro degli affari esteri Dmytro Doroshenko.
L'8 agosto 1918 le parti firmarono il trattato "Sui principi di base delle relazioni bilaterali", in cui ogni parte accettava di rinunciare alle proprie rivendicazioni territoriali e il confine era istituito sulla base della divisione governativa operata dal vecchio Impero russo. Il confine tra Don ed Ucraina seguiva infatti quello dell'oblast' del Don Host, vicino a luoghi quali Ekaterinoslav, Charkiv ed il governatorato di Voronež a est dell'Ucraina. Il Don acquisì una sezione della riva destra del fiume Kal'mius, appena ad est di Mariupol' "affinché sia garantita la corretta amministrazione della città e del porto". Il 18 settembre 1918 fu nominata una commissione don-ucraina per amministrare il distretto industriale di Taganrog, con capoluogo Charkiv.

### Seconda occupazione sovietica

I confini della RSS Ucraina tracciati da Mosca dal 1917 al 1928

Dopo la seconda occupazione dei russi nel 1919, il nuovo governo sovietico intendeva altresì mantenere il controllo sulle regioni possedute prima dalla Repubblica Popolare Ucraina (ovvero parte delle odierne Slovacchia, Romania e Polonia). Per quanto riguarda invece le regioni a cavallo tra le odierne Ucraina e Russia, dopo diversi cicli di negoziati, il confine tra i "governatorati ucraini" (Chernihiv e Charkiv) e i "governatorati russi" (Bryansk e Kursk) non fu intaccato. Fu inoltre statuito che l'Ucraina avrebbe confinato con la Crimea (appartenente a Mosca) presso l'istmo di Perekop. Il 10 marzo 1919 fu firmato un trattato che indicava il confine definitivo tra Mosca e Kiev.
Il 24 aprile 1919, la RSS Ucraina fu privata di quattro contee del Governatorato di Černihiv, spostate sulla base della decisione unilaterale e irrevocabile del Commissariato Popolare degli Affari Esteri Russo nella neonata Gubernija di Homel'. Il 28 aprile 1919 il Comitato centrale del PCU procedette a formale (e mero) riconoscimento.
Dopo la costituzione dell'URSS nel 1922, nacque un'accesa discussione in merito ad una riforma delle divisioni amministrative che si intendeva operare. Il governo ucraino rivendicava principalmente alcune aree della gubernija di Kursk e Voronež, popolate da cittadini di lingua ucraina. A seguito della disputa nata già nei primi anni '20, all'Ucraina fu concesso circa 1/3 dei territori rivendicati, mentre i distretti di Taganrog e Šachty tornarono sotto il controllo della Russia. Nel 1927 fu ridiscusso e fissato il confine amministrativo tra URSS e RSS Ucraina. Sarebbe rimasto invariato fino alla dissoluzione dell'Unione Sovietica con l'eccezione dalla Crimea.

### Memorandum di Budapest sulle garanzie di sicurezza del 1994
Con Memorandum di Budapest sulle garanzie di sicurezza si fa riferimento a tre accordi politici firmati alla conferenza dell'OSCE a Budapest, in Ungheria, il 5 dicembre 1994. Tra i contenuti, nel Memorandum si prevedeva che i suoi firmatari (la Federazione Russa, gli Stati Uniti d'America e il Regno Unito) avrebbero rispettato le frontiere esistenti in Ucraina.

### Terza incursione della Russia (incidente di Simferopoli)
L'isola di Tuzla è finita al centro di una delle maggiori controversie territoriali tra Russia e Ucraina nel 2003. L'isola si trova nello stretto di Kerč' e, amministrativamente, fa parte della Crimea. Durante il periodo sovietico, l'isola e la penisola della Crimea furono cedute all'Ucraina dal governo Chruščёv in specie da Malinkov nel 1954, evento duramente contestato da diversi politici russi che avanzavano dubbi di legittimità e temevano conseguenze negative.
Le principali rotte commerciali si trovavano nella parte più meridionale dello stretto di Kerč'. Tra l'altro, le navi non possono spingersi ad est dell'isola di Tuzla per via delle acque poco profonde. Tra Tuzla e la penisola di Taman ci sono due canali, nessuno di questi più profondo di 3 metri. L'acquacoltura si svolge principalmente nelle acque territoriali dell'Ucraina e rientra tra le principali risorse economiche della Crimea. Le tensioni sono acuite per via della presenza di petrolio e gas naturale nell'area e per la mancanza di un confine internazionale stabilito e ratificato tra Russia e Ucraina. Su proposta dei russi, è stato suggerito che il confine si estenda lungo le acque territoriali, in modo da comportare una bipartizione e un accesso per entrambi gli Stati al Mar d'Azov e allo stretto di Kerč'.

### Disputa sulla Crimea (2014)

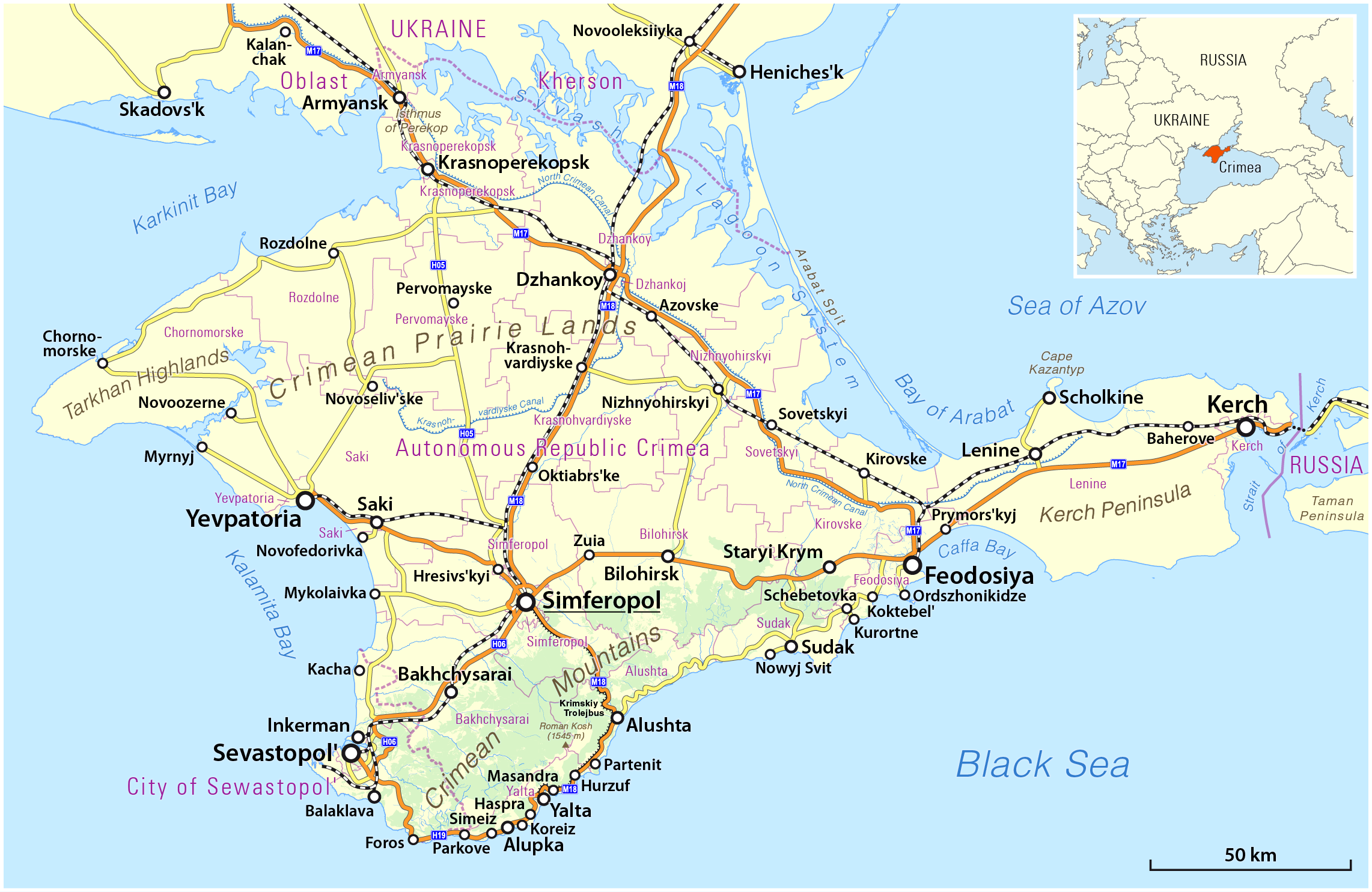
La penisola della Crimea in una cartina politica

Dopo l'annessione della Crimea nel marzo 2014 da parte della Russia, la penisola e Sebastopoli restano attualmente oggetto di controversia tra Russia e Ucraina. L'Ucraina e la maggior parte della comunità internazionale considerano la Crimea una repubblica autonoma dell'Ucraina e Sebastopoli una delle città ucraine con uno status speciale. La Russia, inversamente, considera la Crimea un'entità federale facente capo a Mosca e Sebastopoli una delle tre città federali della Russia. Dal 1991, la Russia ha affittato la base navale di Sebastopoli: l'attuale contratto di locazione si estende fino al 2040 con un'opzione per un'altra proroga. La Duma di Stato russa ha approvato la denuncia di questi contratti di locazione all'unanimità da parte dei 433 membri del parlamento il 31 marzo 2014.
I confini della base navale russa nella città di Sebastopoli e dei dintorni non sono stati ancora chiaramente identificati.
Nel dicembre 2018 la Russia ha annunciato di aver completato la costruzione della barriera di 60 km tra l'istmo di Perekop ucraino e la Crimea.

### Restrizioni per i russi che entrano in Ucraina (vigenti dal 2018)
Il 1 gennaio 2018 l'Ucraina ha introdotto controlli biometrici per i russi che entrano nel paese. Il 22 marzo 2018 il Presidente ucraino Petro Poroshenko ha firmato un decreto che imponeva ai cittadini russi e "apolidi, che provengono da paesi ad alto flusso migratorio" (non sono stati forniti ulteriori dettagli) "di comunicare in anticipo alle autorità ucraine il motivo del loro viaggio in Ucraina".
Il 7 novembre 2018 il Codice Penale dell'Ucraina è stato modificato per rendere illegale l'attraversamento della frontiera gialloblu "al fine di danneggiare l'interesse del paese", punibile con la reclusione fino a tre anni. Questo comma fa riferimento alle persone a cui è stato negato l'ingresso in Ucraina e ai membri delle unità delle forze armate russe o di altre forze dell'ordine che cercano di attraversare il confine di stato dell'Ucraina dolosamente o colposamente (es. attraverso la produzione di documenti falsi, inaccurati o totalmente assenti). Ciò a prescindere dal fatto che il passaggio in Ucraina sia avvenuto nei checkpoint ufficiali. I recidivi o coloro che agiscono in gruppo rischiano la reclusione da tre a cinque anni. È prevista la reclusione da cinque a otto anni se si compie questo reato con la violenza o l'uso di armi.
Dal 30 novembre 2018 l'Ucraina vieta a tutti i russi di età compresa tra 16 e 60 anni di entrare nel paese con eccezioni a fini umanitari. Il governo ucraino afferma che si tratta di una misura di sicurezza volta ad impedire che la Russia formi unità di eserciti "privati" sul suolo ucraino.

## Frontiere di sicurezza

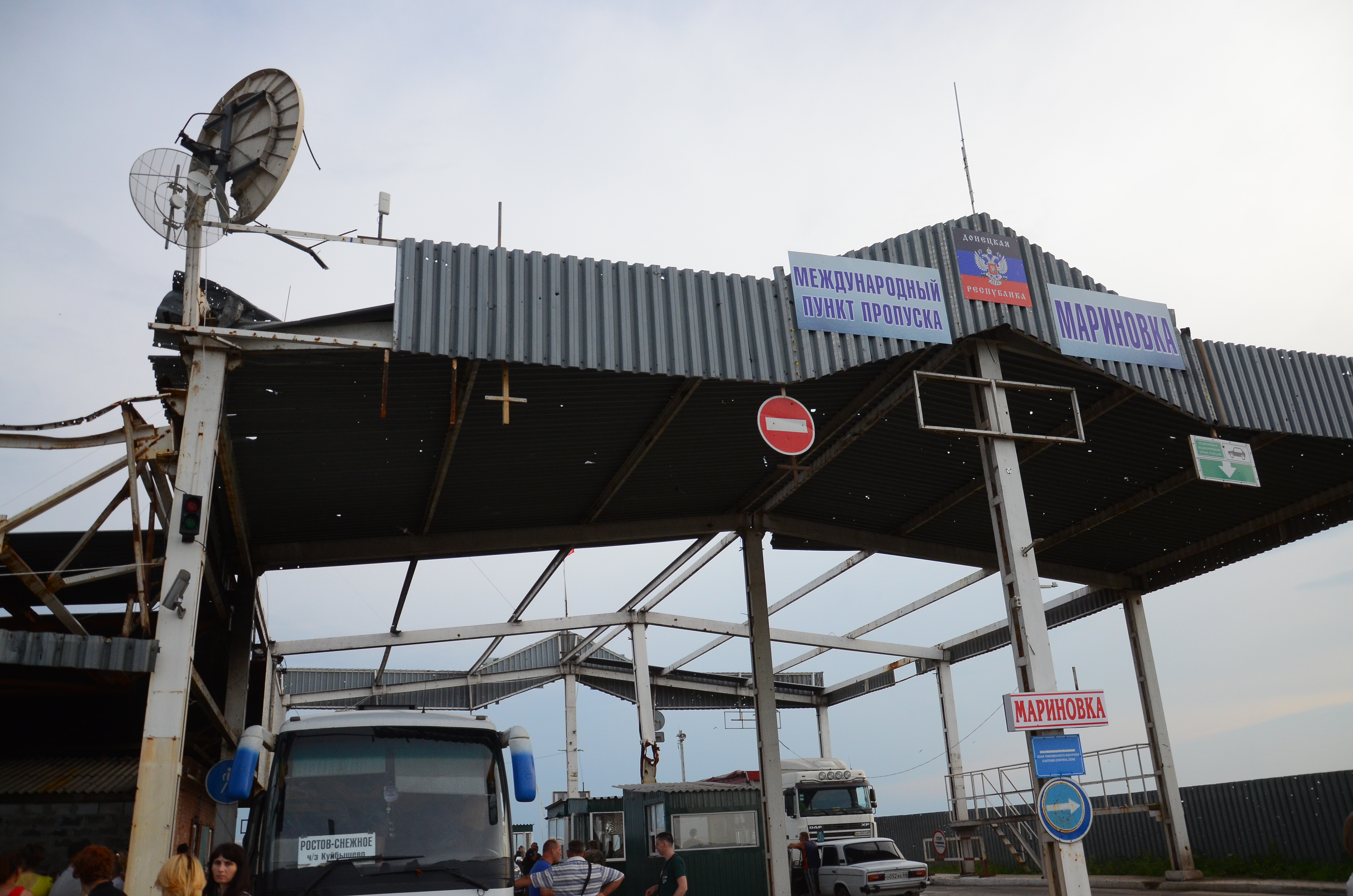
Frontiera presso Marynivka controllata dalla Repubblica Popolare di Donetsk (giugno 2015)

Dall'inizio della guerra del Donbass, nell'aprile del 2014, l'Ucraina ha perso (secondo il capo della Guardia di Frontiera Ucraina Viktor Nazarenko) il controllo di 409,3 chilometri del confine di stato nella parte sud-orientale del Paese. Questo tratto è ora controllato dalle autoproclamate Repubblica Popolare di Donetsk e Repubblica Popolare di Lugansk.
Secondo la Guardia di Frontiera Ucraina, il numero di cittadini russi che hanno attraversato il confine con l'Ucraina (oltre 2,5 milioni di russi nel 2014) è diminuito di quasi il 50% nel 2015. È stato inoltre rifiutato l'ingresso in Ucraina a 16.500 cittadini russi nel 2014 e a 10.800 russi nel 2015. Sempre secondo fonti frontaliere ucraine, nel 2017 ci sono stati 1,5 milioni di viaggi di russi in Ucraina.

### Oblast' di Lugansk
- Zolote: vicino a Zolote in direzione  Pervomajs'k

### Oblast' di Donetsk
- Mayorske: vicino alla stazione ferroviaria di Mayorska, Horlivka
- Mar"ïnka: nei pressi dell'uscita autostradale H15 a Mar"ïnka

## Caratteristiche

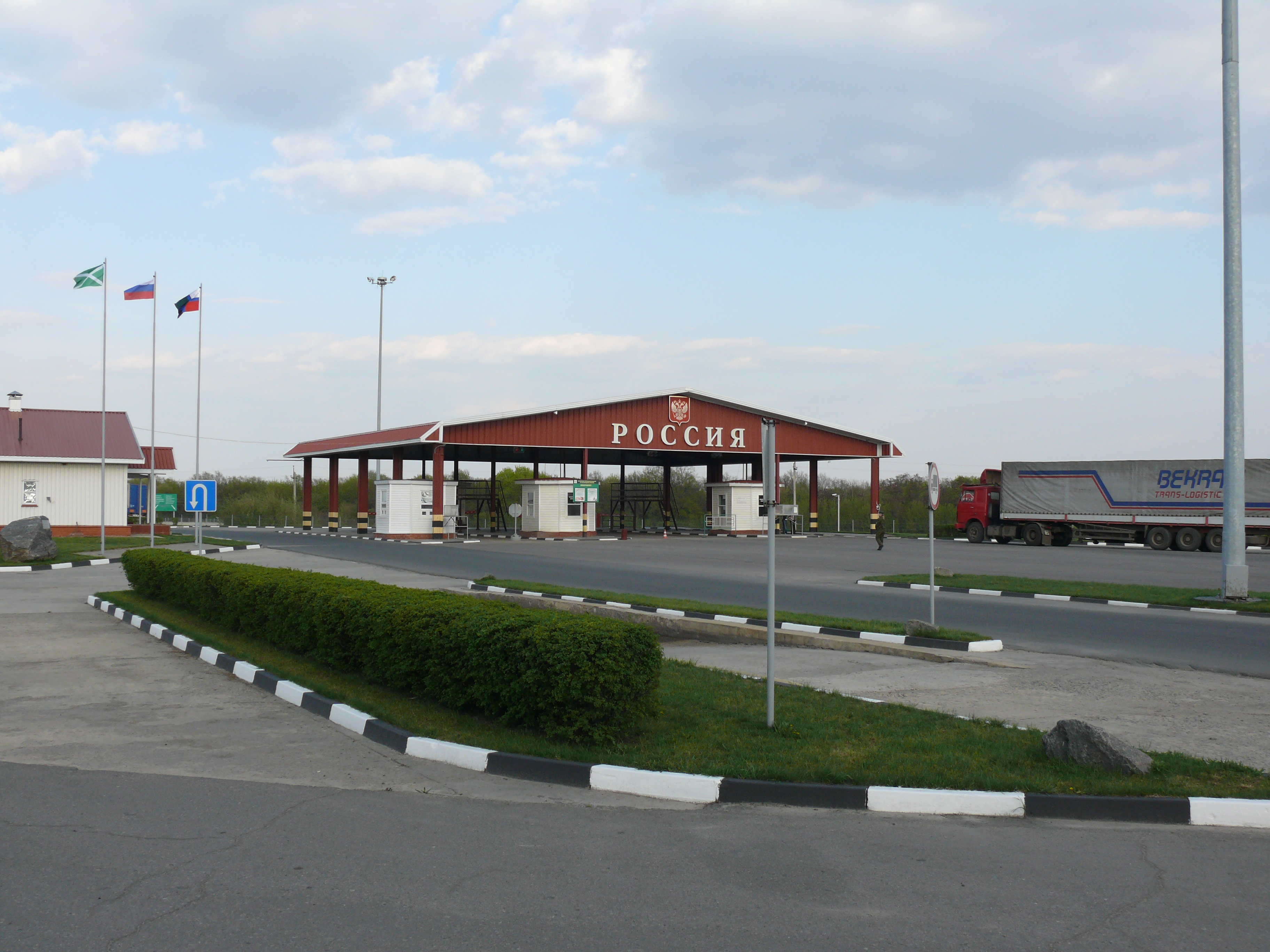
Confine presso Nekhoteyevka visto dal lato ucraino

Il confine interessa la zona sud-ovest della Russia e la parte orientale dell'Ucraina. Prima ha un andamento generale da ovest verso est e poi da nord verso sud.
Inizia alla triplice frontiera tra Bielorussia, Russia ed Ucraina e termina presso la costa nord del mar d'Azov. Il confine marittimo poi continua e, passando nello stretto di Kerč', arriva al mar Nero.